# Zits
Zits är en amerikansk tecknad humorserie av Jerry Scott (manus) och Jim Borgman (bild). Serien hade premiär sommaren 1997. Den handlar om tonåringen Jeremy Duncan, hans familj och kompisar.

## Seriefigurer och handling
- Jeremy Duncan – 'typisk' femtonåring[1] med stökigt rum, bosatt med sina föräldrar i en villaförort någonstans i USA. Han betraktar föräldrarna som något från en annan tidsålder, gör läxorna (om han gör dem) i sista minuten och tänker mycket på tjejer. Han vill helst spela gitarr i kvartersbandet, svara på e-post vid datorn eller tänka ännu mer på tjejer.

- Connie Duncan – Jeremys mor, barnpsykolog. Hon vill gärna vara en god och förstående mor, till Jeremys förtvivlan. Hon kan reta ihjäl sig på hans ovilja att tala med henne.
- Walt Duncan – Jeremys far, tandläkare.[1] Han är teknisk analfabet, gillar gammal klassisk rock'n'roll och lever fortfarande kvar i den tiden. Han och Jeremy förstår definitivt inte varandra.
- Hector Garcia – bäste kompisen med ursprung i Latinamerika, lugn och cool. Hans flickvän Autumn är radikal vegetarian och retar Jeremy genom att kalla honom vid namn som "mördare" eller "vampyr" när hon ser honom äta kött. Jeremy kontrar och hävdar att "bensinmackskorvar inte innehåller tillräckligt med djurdelar för att betraktas som ett lagbrott".
- Sara Toomey – Jeremys flickvän, känslosam. Till Jeremys förtvivlan lagar hon tänderna hos hans far.
- Pierce – trummis i kvartersbandet. Han är piercad överallt, och betraktar sin tandställning som en "munpiercing".
- RickochAmy – det evigt förälskade paret. De kan ej skilja på sig och alla behandlar dem som en person, varför deras namn skrivs ihop.

## Stil och distribution
Det speciella med serien är hur Jeremys tankar visualiseras i serierutorna. När Jeremy, en regnig dag, tänker på flickvännen Sara, skiner solen i serierutan. När han ser sin far försöka hantera datorn, ser han en okunnig dinosaurie och när han skall förklara för mamma varför han kom hem tre timmar senare än överenskommet, slingrar sig hans bortförklaringar runt både henne och hela huset.
Serien har i Sverige publicerats i en rad dagstidningar, bland annat Expressen, samt i serietidningen Serie-Paraden. Numera ges den ut i serietidningen Knasen (som den gjorts sedan starten). Den gavs även ut under 2007 i en kortlivad egen tidning (sex nummer gavs ut). Samlingsböcker med urval ur serien kom ut på svenska 1999, 2005 och 2012.